# Dumitru Oancea
Dumitru Oancea (n. 1941) este un chimist român, membru corespondent al Academiei Române din 2009.